# 梅福
梅福，字子真，九江壽春人，西漢末年時的南昌縣尉，相傳王莽時隱居修道而成仙。宋高宗紹興二年（西元1132年），梅福被賜封為「吏隱真人」。
年輕時求學於長安，通解《書經》、《穀梁傳》等，漢成帝時，王莽推行新政，梅福上書朝廷以抨擊新政及王莽的篡權野心。王莽篡權後，梅福棄官而去，隱居於南昌西郊飛鴻山和南郊梅湖一帶。

## 紀念
為紀念梅福的崇高氣節，飛鴻山被改稱為梅嶺，山頂還建有「梅仙亭」。漢代初年開闢古驛道。古豫章十景就有「西山積翠」、「洪崖丹井」、「鐵柱仙蹤」三景在梅嶺。
相傳梅福曾在浙江普陀山隱居，故普陀山自西漢至宋代時叫梅岑山。

## 延伸阅读
[在维基数据编辑]
 《漢書·卷067》，出自班固《漢書》